# Notiphila virgata
Notiphila virgata är en tvåvingeart som beskrevs av Daniel William Coquillett 1900. Notiphila virgata ingår i släktet Notiphila och familjen vattenflugor. Inga underarter finns listade i Catalogue of Life.